# Madras (Oregon)
Pour les articles homonymes, voir Madras (homonymie).
La ville de Madras (en anglais [ˈmædrəs]) est le siège du comté de Jefferson, situé dans l'Oregon, aux États-Unis.

## Démographie
| Groupe            | Madras | Oregon | États-Unis |
| ----------------- | ------ | ------ | ---------- |
| Blancs            | 66,4   | 83,7   | 72,4       |
| Autres            | 19,7   | 5,3    | 6,2        |
| Amérindiens       | 6,9    | 1,4    | 0,9        |
| Métis             | 5,4    | 3,8    | 2,9        |
| Asiatiques        | 0,8    | 3,7    | 4,8        |
| Afro-Américains   | 0,7    | 1,8    | 12,6       |
| Océaniens         | 0,3    | 0,4    | 0,2        |
| Total             | 100    | 100    | 100        |
|                   |        |        |            |
| Latino-Américains | 38,5   | 11,8   | 16,7       |

Selon l'American Community Survey, pour la période 2011-2015, 66,92 % de la population âgée de plus de 5 ans déclare parler anglais à la maison, alors que 31,55 % déclare parler l'espagnol, 0,53 % le tagalog et 0,99 % une autre langue.

## Source
- (en) Cet article est partiellement ou en totalité issu de l’article de Wikipédia en anglais intitulé « Madras, Oregon » (voir la liste des auteurs).

1. ↑  (en) « Madras, OR Population - Census 2010 and 2000 », sur censusviewer.com.
2. ↑  (en) « Population of Oregon - Census 2010 and 2000 », sur censusviewer.com.
3. ↑  (en) « Language spoken at home by ability to speak english for the population 5 years and over », sur factfinder.census.gov.